# Serie Mundial de 1974
La Serie Mundial de 1974 fue disputada entre Oakland Athletics y Los Angeles Dodgers.
Los Oakland Athletics resultaron ganadores al vencer en la serie por 4 partidos a 1.

## Desarrollo

### Juego 1
| Equipo      | 1 | 2 | 3 | 4 | 5 | 6 | 7 | 8 | 9 | C | H  | E |
| ----------- | - | - | - | - | - | - | - | - | - | - | -- | - |
| Oakland     | 0 | 1 | 0 | 0 | 1 | 0 | 0 | 1 | 0 | 3 | 6  | 2 |
| Los Angeles | 0 | 0 | 0 | 0 | 1 | 0 | 0 | 0 | 1 | 2 | 11 | 1 |

LG: Rollie Fingers (1–0)  LP: Andy Messersmith (0–1)  SV: Catfish Hunter (1)  
HRs:  OAK – Reggie Jackson (1)  LAD – Jimmy Wynn (1)

### Juego 2
| Equipo      | 1 | 2 | 3 | 4 | 5 | 6 | 7 | 8 | 9 | C | H | E |
| ----------- | - | - | - | - | - | - | - | - | - | - | - | - |
| Oakland     | 0 | 0 | 0 | 0 | 0 | 0 | 0 | 0 | 2 | 2 | 6 | 0 |
| Los Angeles | 0 | 1 | 0 | 0 | 0 | 2 | 0 | 0 | X | 3 | 6 | 1 |

LG: Don Sutton (1–0)  LP: Vida Blue (0–1)  SV: Mike Marshall (1)  
HRs:  LAD – Joe Ferguson (1)

### Juego 3
| Equipo      | 1 | 2 | 3 | 4 | 5 | 6 | 7 | 8 | 9 | C | H | E |
| ----------- | - | - | - | - | - | - | - | - | - | - | - | - |
| Los Angeles | 0 | 0 | 0 | 0 | 0 | 0 | 0 | 1 | 1 | 2 | 7 | 2 |
| Oakland     | 0 | 0 | 2 | 1 | 0 | 0 | 0 | 0 | X | 3 | 5 | 2 |

LG: Catfish Hunter (1–0)  LP: Al Downing (0–1)  
HRs:  LAD – Bill Buckner (1), Willie Crawford (1)

### Juego 4
| Equipo      | 1 | 2 | 3 | 4 | 5 | 6 | 7 | 8 | 9 | C | H | E |
| ----------- | - | - | - | - | - | - | - | - | - | - | - | - |
| Los Angeles | 0 | 0 | 0 | 2 | 0 | 0 | 0 | 0 | 0 | 2 | 7 | 1 |
| Oakland     | 0 | 0 | 1 | 0 | 0 | 4 | 0 | 0 | X | 5 | 7 | 0 |

LG: Ken Holtzman (1–0)  LP: Andy Messersmith (0–2)  SV: Rollie Fingers (1)  
HRs:  OAK – Ken Holtzman (1)

### Juego 5
| Equipo      | 1 | 2 | 3 | 4 | 5 | 6 | 7 | 8 | 9 | C | H | E |
| ----------- | - | - | - | - | - | - | - | - | - | - | - | - |
| Los Angeles | 0 | 0 | 0 | 0 | 0 | 2 | 0 | 0 | 0 | 2 | 5 | 1 |
| Oakland     | 1 | 1 | 0 | 0 | 0 | 0 | 1 | 0 | X | 3 | 6 | 1 |

LG: Blue Moon Odom (1–0)  LP: Mike Marshall (0–1)  SV: Rollie Fingers (2)  
HRs:  OAK – Ray Fosse (1), Joe Rudi (1)
|                                                           |
| Campeón de las Grandes Ligas Oakland Athletics 8.º título |